# 개감채
개감채(Gagea serotina)는 백합과에 속하는 여러해살이풀이다. 산무릇, 두메무릇, 와판화라고도 부르기도 한다. 꽃말은 나도 백합이다.

## 분포
한국 북부 지방 고산 지대의 산 중턱 고원에 자라는 풀로 2,500m 지역까지 분포한다. 백두산과 관모봉에 자라는 고산 식물이다. 백두산 높은 지대 바위틈에서 모진 눈보라를 이겨 내는 생명력이 강한 풀이다.

## 생태
높이는 15cm정도 자라며 비늘줄기는 원주형이고 외피는 연한 황갈색이다. 뿌리에서 나는 잎은 두 개씩 달리며 선형이다. 꽃줄기는 2-4개의 잎이 달린다. 잎은 끝이 뭉툭하고 가장자리가 위로 말린다. 위쪽의 것일수록 작다. 6-8월에 흰 꽃이 피는데 넓은 종처럼 생겼다. 화피열편은 여섯 개이며 거의 비슷하게 생겼다. 긴 타원형의 흰 색인데 때로는 뒷면의 맥이 자줏빛이 돈다. 수술은 여섯 개로서 화피 길이의 반 정도 되며 꽃밥은 타원형이고 아래쪽으로 수술대에 붙는다. 9월에 삭과가 여무는데 삭과는 갈색이며 거꾸러진 넓은 계란형이다.

## 용도
어린순과 인경을 먹으며 민간에서는 풀전체를 강장, 강절, 건뇌, 강심 등에 다른 약재와 같이 처방하여 약으로 쓴다.